# Йохан фон Зирк
Йохан фон Зирк (на немски: Johann von Sirck; † 15 август 1305, Рим) е електор на Трир (1289), 40. епископ на Утрехт (1291), епископ на Тул (1296 – 1305).

## Произход и духовна кариера
Той е от благородническата фамилията фон Зирк, господари на господството Зирк (на френски: Sierck-les-Bains) в Лотарингия. Син е на Арнолд III фон Зирк († сл. 1280/сл. 1283) и съпругата му Елза//Елизабет († сл. 1279). Брат е на Фридрих I фон Зирк († 29 юни 1319), господар на Зирк, Петер фон Зирк († 1320), архдякон в Марзал, електор на Мец (1316), Конрад фон Зирк († сл. 1323), в Свещен орден в Мец, и на Хайнрих фон Зирк († сл. 1311), капитулар в Трир (1282 – 1289).
Йохан фон Зирк първо става архдякон в Карден между 1288 и 1291 г. През 1289 г. той е електор в Трир. През 1291 г. става епископ на Утрехт след свалянето на епископ Йохан I.
Йохан фон Зирк в Утрехт поддържа интересите на църквата и материалното развитие и благоденствие на своята територия. В битките за загубените територии му помага холандския граф Флорис V (1254 – 1296). Той въвежда църковния ред и продължава строежа на катедралата в Утрехт като събира нужните пари. Той е много уважаван от папа Бонифаций VIII (1297 – 1303), който през 1296 г. го номинира за епископ на Тул, и успява да въведе отново пострадалия ред там.
Той е чичо на Фридрих фон Зирк († 1322), провост на „Св. Петър“ в Утрехт (1294 – 1304), архдякон на Трир (1315), епископ на Утрехт (1317 – 1323), Филип фон Зирк 'Млади' († сл. 1343), каноник в „Св. Гереон“ в Кьолн (пр. 1343), Йохан (Хенекин) фон Зирк († 1344/1357), провост в Утрехт (1322 – 1333), Якоб фон Зирк († сл. 1358), в Свещен орден, и на Якоб фон Зирк († 1456), архиепископ и курфюрст на Трир (1439 – 1456).